# Votlina ali Noč med novoslovenskimi polharji
Votlina ali noč med novoslovenskimi polharji je prvi znanstvenofantastični roman slovenskega pisatelja in novinarja Mihe Remca, izdan leta 1977. Sestavlja ga troje med seboj povezanih zgodb (zgodba v preteklosti, sedanjosti in prihodnosti). Na začetku avtor bralcu predlaga možna branja knjige:
- poglavja v menjajočem se zaporedju: Votlina 0/1, -∞/I, 0/2, +∞/I, 0/3, -∞/II, 0/4, +∞/II, 0/5, -∞/III, 0/6, +∞/III in 0/7, kar pomeni sklenjeno celoto, v kateri glavni junak išče svojo veliko ljubezen;
- samo poglavja Votlina  0/1, 0/2, 0/3, 0/4, 0/5, 0/6, 0/7, v katerih zve, kako Rok neko jesensko noč z veselo druščino lovi na Kočevskem polhe;
- samo poglavja Votlina -∞/I, -∞/II in -∞/III, kjer prebere, kako votlinar Ro v davni preteklosti izdela čoln in odpluje k morju;
- samo poglavja Votlina +∞/I, +∞/II in +∞/III, ki opisujejo, kako v daljni bodočnosti robotoid Arok prispe na zvezdion žensk in zaman poskuša zvedeti, čemu neskončno blodi po prostoru.

## Zgodba
Sedanjost
Rok je s prijatelji na polharskih počitnicah v koči na Kočevskem. Všeč mu je prijateljica Dana, ki pa to noč preživlja večinoma v družbi prijatelja Borisa. Ker Rok Dano zgrabi in jo na silo poljubi, mu ta da vedeti, da je njunega prijateljstva konec. Borisovo dekle Tika prepriča Roka, da jo ugrizne v vrat, da bi pritegnila pozornost. Moti jo namreč, da je njen Boris že cel večer z Dano. Rok ima vsega dovolj in s prijateljem Poldetom odideta loviti polhe za večerjo. Medtem se Dana in Boris mečkata kar na peči, Tiki pridejo na usta pene. Polona vpraša Roka, če bi bil nocoj z njo, a njega to ne zanima. Polona začne zato lizati in slačiti Tiko. Ponoči Polde zbudi Roka, češ da nekdo krade pasti. Odideta jih reševat, srečata medveda in mu srečno uideta. Zmenita se, da naslednje leto izberejo boljšo druščino za polhanje. Naslednji dan se poslovijo in razidejo.
Preteklost
Ro živi v pradavnini. Razmišlja o poimenovanju stvari in njihovem obstoju. Všeč mu je votlinarka Aa. To poimenuje ljubezen. Nekega dne ostali votlinarji pohabijo eno od votlinark in Aa jo začne božati ter poljubljati na ustnice. Ob bližanju deževne dobe se Ro pripravlja za odhod s splavom po reki naproti morju. Aa ga opazuje. Odpelje jo v svojo votlino, razkaže ji risbe in skuša narisati morje. Objame jo in popade ga divji paritveni nagon, Aa se ustraši in zbeži. Ro se spravi v splav in čaka, da ga odnese voda.
Prihodnost
Arok živi v prihodnosti. Naleti na zvezdion žensk in naveže stik z Anado. Na zvezdionu so podatki, namenjeni užitku, izbrisani. Anado prosi, naj mu predstavi bivanjski red. Začneta z ogledom živali, ki so v bistvu moški. Na mednožne ude jim prisesajo cevke in odvzemajo seme. Nato si ogledata prehranjevanje. Živalim spustijo trupla mrtvih zvezdionk – žensk, ki jih živali pojedo. Sledi ogled razplodnika. Vanj vlagajo seme živali in jajčeca matic zvezdionk. Tu se poraja življenje – dogodi se oploditev in nastajajo zarodki novih bitij. V naslednji fazi razdelijo zarodke na živali in ljudi, slednje pa še na strežnice, uživalke in matice. Anada je matica. Potem si ogledata odvajanje in prehranjevanje, ki potekata prek prisesanih cevk. Odvajano kašo dopolnijo s hranljivi snovmi in se z njo prehranjujejo. Anada Aroku nato pokaže užitek. Zvezdionke priklopijo na posebno aparaturo, v mednožje dobijo vložek in ta poskrbi za užitek. Umrejo takrat, ko so zmožne predati se užitku čez skrajno mejo. Anada Aroku pokaže znajdnik, do katerega nihče ne zahaja. Arok se priključi na njegovo vidnost. Skupaj z Anado gledata zvezde in v njih se začne zbujati nekakšna ljubezen. Anada Aroku dovoli dotikanje, ta jo sleče in poljubi. Dobita nekakšne spomine iz preteklosti – ležanje v travi, žuborenje potoka, strastnih poljubov. Kri preplavi Arokov mednožni ud in ga zasadi v Anado. A nobeden ne čuti posebnih učinkov. Nehata in jočeta. Nato Arok zapusti zvezdion.

## Kritika in literarna zgodovina
"V vseh treh časovnih presekih išče Miha Remec tipično antropološko stanje, neke vrste izsek iz zgodovine človeka in njegovih odnosov do sveta. Ta skupna poanta sicer ni eksplicitna, niti poudarjena, omogoča jo bolj ali manj zgradba celote v prepletu časovnih perspektiv, kajpada brez vzročno-posledičnih vezi. Vse tri zgodbe tečejo druga mimo druge in v tem je nemara največja vprašljivost take zasnove Votline. Še najbližja skupnemu miselnemu poudarku bi bila ideja o mimobežnosti razmerij med moškim in žensko, v vseh obdobjih zgodovine človeštva, kljub nenehnemu prizadevanju in boju, da bi to razmerje učvrstili in osmislili." (Zlobec 1979: 218–219)